# Witta Pohl
Witta Pohl, all'anagrafe Witta Breipohl (Königsberg, 1º novembre 1937 – Amburgo, 4 aprile 2011), è stata un'attrice tedesca, che fu attiva principalmente in campo televisivo e teatrale.
Sul piccolo schermo, partecipò ad un'ottantina di differenti produzioni, a partire dalla metà degli anni sessanta. Tra i suoi ruoli più noti, figurano quelli in serie televisive quali Einfach Lamprecht, Die Lehmanns, Happy Birthday e - soprattutto - La famiglia Drombusch.

## Biografia
Dal 1983 al 1994 è protagonista, nel ruolo di Vera Drombusch, della serie televisiva La famiglia Drombusch (Diese Drombuschs).
Muore di leucemia il 5 aprile 2011.

## Filmografia parziale

### Cinema
- Desperado City, regia di Vadim Glowna (1981)
- Die Mitläufer (1985)

### Televisione
- Der Scheiterhaufen - film TV (1966)
- Geibelstraße 27 - film TV (1966)
- Die Firma Hesselbach - serie TV, episodio 03x03 (1966)
- Ein Sommernachtstraum - film TV (1968)
- Polizeifunk ruft - serie TV, episodio 03x09 (1969)
- Ein Jahr ohne Sonntag - serie TV, episodio 01x13 (1970)
- Der Fall von nebenan - serie TV, 4 episodi (1970-1972)
- Nerze nachts am Straßenrand - film TV (1973)
- Stumme Zeugen - film TV (1975)
- Schaurige Geschichten - serie TV, episodio 1x06 (1976)
- Die Dämonen - miniserie TV (1977)
- Ausgerissen! Was nun? - serie TV, episodio 1x13 (1978)
- Kinderparty - film TV (1978)
- Sechs Millionen - miniserie TV (1978)
- Der Geist der Mirabelle. Geschichten von Bollerup - film TV (1978)
- Der Abschlußtag - film TV (1979)
- PS - Geschichten ums Auto - serie TV, episodio 4x01 (1979)
- Der Führerschein - film TV (1979)
- Il commissario Köster (Der Alte) - serie TV, 4 episodi (1979-1984)
- St. Pauli-Landungsbrücken - serie TV, episodio 1x25-1x33 (1980)
- Ein Kapitel für sich - miniserie TV (1980)
- Ein Mann von gestern - film TV (1980)
- Quartett bei Claudia - film TV (1981)
- Einfach Lamprecht - serie TV (1980)
- Unheimliche Geschichten - serie TV, episodio 1x03 (1982)
- Die unsterblichen Methoden des Franz Josef Wanninger  - serie TV, episodio 5x02 (1982)
- Schwarz Rot Gold - serie TV, 4 episodi (1982-1988)
- Uta - serie TV (1983)
- Kontakt bitte... - serie TV (1983)
- Köberle kommt - serie TV, 12 episodi (1983)
- La famiglia Drombusch (Diese Drombuschs) - serie TV, 39 episodi (1983-1994)
- Tatort - serie TV, episodi 1x153-1x154 (1984)
- Der Glücksritter - serie TV, episodio 1x07 (1984)
- Die Lehmanns - serie TV, 12 episodi (1984)
- Schöne Ferien - serie TV, episodio 1xs03 (1985)
- Der Hund im Computer - film TV (1985)
- Ein Heim für Tiere - serie TV, episodi 1x03-2x08 (1985-1986)
- La clinica della Foresta Nera - serie TV, episodio (1986)
- Das Mord-Menü - film TV (1986)
- Eine Schülerliebe - film TV (1986)
- L'ispettore Derrick - Episodi de L'ispettore Derrick 14x08, regia di Dietrich Haugk (1987)
- Ein Fall für TKKG - serie TV, episodio 2x03 (1987)
- Gli uomini della sua vita - film TV (1990)
- Der Fotograf oder Das Auge Gottes - film TV (1992)
- Im Zweifel für... - miniserie TV (1995)
- Il commissario Rex - serie TV, episodio 1x13 (1995)
- Happy Birthday - serie TV, 39 episodi (1997-2001)
- Alle Kinder brauchen Liebe - film TV (2000)
- La nave dei sogni - serie TV, episodio 1x39 (2001)
- Jenny & Co. - serie TV, 11 episodi (2001)
- In aller Freundschaft - serie TV, episodio 8x27 (2006)
- Typisch Sophie - serie TV, episodio 2x09 (2006)
- Dream Hotel - serie TV, episodio 1x09 (2008)
- 14º Distretto - serie TV, episodio 23x10 (2009)

## Premi e riconoscimenti (lista parziale)
- 1988: Goldene Kamera per la sua attività umanitaria
- 1988: Goldene Kamera come miglior attrice per il suo ruolo nella serie La famiglia Drombusch